# Bru Rovira i Jarque
Bru Rovira Jarque (Barcelona, 1955) és un periodista català especialitzat en temes socials i internacionals.
Va estudiar a l'escola Costa i Llobera de Sarrià, Barcelona. Als catorze anys va estudiar nocturn als Jesuïtes del carrer Casp, mentre treballava i prenia part en la revolta estudiantil com a militant comunista. A la universitat va començar a estudiar magisteri i periodisme.
Va entrar a treballar en el diari Tele/eXprés, i també va estar als diaris El Noticiero Universal i Avui. El 1984 entra a treballar a La Vanguardia on va estar vint-i-cinc anys com a reporter, especialitzat en temes socials i internacionals. Com a enviat especial internacional va estar a Romania i va escriure sobre la transició als països de l'Est i la guerra de l'ex-Iugoslàvia. També ha estat en alguns conflictes i crisis humanitàries a Àfrica, i ha escrit sobre Ruanda. Ha viatjat per Amèrica Central i l'Àsia i ha escrit diversos llibres, sovint amb fotografies seves.
L'any 2002 va guanyar el Premi Miguel Gil Moreno de Periodisme pel seu reportatge sobre un centre d'acollida de nens de tot el món ferits a la guerra, situat a Alemanya.
L'any 2004 va rebre el premi Ortega y Gasset de periodisme pels seus reportatges publicats a La Vanguardia sobre la guerra de la República Democràtica del Congo.
Actualment és periodista autònom i fa col·laboracions al Diari Ara.

## Publicacions
- 35 días en China: el despertar del dragón (1997)
- Maternitats (2004)
- Áfricas: cosas que no pasan tan lejos (2006)
- La vida a tragos; historias de Guatemala (2009)
- Vidas sin fronteras (2010)
- Solo pido un poco de belleza (2016)
- Matar el director (2024)